# Nebenstraßen in Yukon
Zusätzlich zu den nummerierten Highways existieren im Yukon einige weitere Straßen, welche im Besitze des Territoriums sind.
Die Aishihik Road ist eine 84 Meilen (135 km) lange Straße, welche den Alaska Highway nahe Canyon Creek (historische Meile 996) mit dem früheren Flugfeld Aishihik am nördlichen Ende des Aishihik Lake verbindet. Der Flugplatz war Teil der sogenannten Northwest Staging Route, wurde jedoch 1968 geschlossen. Seither besitzt das Territorium Yukon nur die ersten 27 Meilen (43,5 km) der Straße, wo sich zwei Campingplätze und ein Wasserkraftwerk befinden. Die Champagne and Aishihik First Nations haben an Aishihik ein historisches Interesse und benutzen den Ort für traditionelle Versammlungen. Außerdem war es der Versammlungsort des Council of Yukon First Nations, als die Champagne and Aishihik First Nations an der Reihe waren, dieses Treffen zu organisieren.
Die Annie Lake Road ist eine 18 Meilen (29 km) lange Straße im Weiler Mount Lorne, welche diverse Wohnhäuser und einen Golfplatz ans Straßensystem anschließt. Während der 1980er Jahre wurde die Straße außerdem für den Goldabbau der Skukum Gold Mine genutzt.
Die Snag Road ist eine primitive, aber befahrbare Straße, welche südlich von Beaver Creek vom Alaska Highway abbiegt und etwa 15 Meilen (24 km) ins Landesinnere bis nach Snag führt. Bis 1968 existierte dort ein Militärflugplatz, der Teil der Northwest Staging Route war. Außerdem gab es eine Wetterstation, welche die niedrigste Temperatur registrierte, welche je in Nordamerika gemessen wurde: Am 3. Februar 1947 maß man −81 Grad Fahrenheit (−62.8 Grad Celsius). Auf Grund der Kälte konnte das Personal der Station Gespräche mithören, welche im Dorf der First Nations, welches etwa drei Meilen (5 km) entfernt war, geführt wurden.
Bis in die 1970er Jahre wurde die kanadische Zollstation in Beaver Creek Snag genannt, als sie mitten in der Gemeinde Beaver Creek stationiert war. Reisende, welche das Zollgebäude verpassten und nicht von der Polizei angehalten wurden, fuhren die Snag Road hinauf und hinunter auf der Suche nach der Zollstation.
Die Ross River Access Road verbindet Ross River mit dem Robert Campbell Highway. Die Straße ist etwa neun Meilen (14,5 km) lang und wird auch gerne als Alternative zu einem schlecht befahrbaren, sechs Meilen (10 km) langen Teilstück der Canol Road genutzt.
Die Kusawa Lake Road beginnt an der historischen Meile 960 des Alaska Highway. Sie führt zu einigen Campingplätzen am Kusawa Lake, wie auch zu einigen wenigen Wohnhäusern.
Der Alte Alaska Highway bei Champagne war bis im Herbst 2002 ein Teil des Alaska Highways. Heute verbindet er Champagne und einen Campingplatz mit dem Alaska Highway.
Die Bonanza Creek Road und die Hunter Creek Road im historischen Klondike Mining District macht einige private Minen und einige Wohnhäuser in der Gegend des Hunter Creek zugänglich. Sie sind jedoch von minimaler Qualität.